# 武英殿

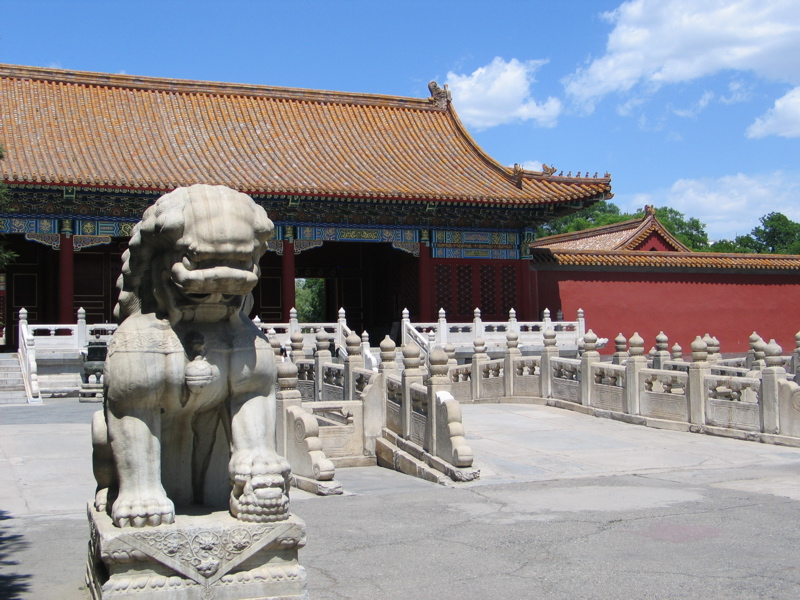
武英門

武英殿（ぶえいでん、満洲語：ᡥᠣᡵᠣᠩᡤᠣ
ᠶᠠᠩᠰᠠᠩᡤᠠ
ᡩ᠋ᡝ᠋ᠶᡝᠨ、horonggo yangsangga deyen）は、中国明の永楽18年（1420年）に北京の紫禁城内の南西隅に建てられた建物である。南東の文華殿と一対をなす。

## 出版
清の乾隆年間、ここに刻書処が設置され、殿版と称される書籍が刊行された。
1773年（乾隆38年）、『四庫全書』の編纂、それに『永楽大典』中より抽出した書籍や希少価値のある書籍などの貴重なものを武英殿より刊行することになった。この時、莫大な経費を軽減するために、銅活字などに代わって木活字を用いて印刷する方法が採用された。武英殿聚珍版と呼ばれる。「聚珍版」は、この木活字版に対して乾隆帝が与えた雅称である。
また、印刷方法の詳細を『欽定武英殿聚珍板程式』で図解入りで示している。
このように武英殿で刊行された木活字版の書籍は、四部分類に大別され、130から140種に達した。総称して『武英殿聚珍版全書』あるいは『武英殿聚珍版叢書』と呼ばれる。
これらは、各省に配られ、複製が許可されたので、各地方で重刊された。一番時代が下がるのは、1899年（光緒25年）の広東省の広雅書局刊本で、広く流布している。なお、重版本は活字でなく整版の木版印刷で出版されたにもかかわらず、「聚珍版」の名称はそのまま使い続けた。

## 中華民国以降
辛亥革命以降、武英殿には古物陳列所が置かれた。
中華人民共和国では当初武英殿に中央革命博物館籌備処が置かれたが、その後は国家文物局の対外文物交流センターのために使用した。2002年に国家文物局が移転した後、2005年から大規模な修復を行い、故宮博物院の書画館として一般開放されるようになった。